# Beaudesert
Beaudesert is een plaats in de Australische deelstaat Queensland en telt 6395 inwoners (2016). Beaudesert is het administratieve centrum van de Scenic Rim Regio.

## Geografie
Beaudesert ligt ten zuiden van Brisbane en ten westen van Gold Coast.
Beaudesert is gelegen aan de Mount Lindesay Highway. In het omliggende platteland zijn veel valleien die leiden naar de bergketens die Queensland en New South Wales van elkaar scheiden. Toegang tot deze afgelegen gebieden is mogelijk door te kamperen in de Stockyard Creek Vallei.
Beaudesert ligt 46 meter boven zeeniveau en er valt jaarlijks gemiddeld 916 millimeter regen. De temperatuur is rond de 30 °C in de zomer en daalt naar gemiddeld 3 °C in de winter. Normaal gesproken is het weer vrij mild, maar elke zomer zijn er wel een aantal hevige stormen.
In het oosten van de plaats ligt de uit bedrijf genomen Nindooinbah Dam. De veel grotere Wyaralong Dam ligt ongeveer 14 kilometer ten noorden van Beaudesert en is sinds 2011 in gebruik.

### Voorzieningen
De plaats heeft een circuit voor paardenrennen, een openbaar zwembad, een bibliotheek, twee sportscholen, twee basisscholen, twee middelbare scholen, campings, hotels en restaurants.
Elk jaar is er in augustus een landbouwfair waarbij er veel evenementen en kraampjes te vinden zijn doorheen het dorp. De lokale VVV verkoopt een groot assortiment aan lokale producten en kunstwerken.